# SNePS
SNePS — это система представления знаний, рассуждения и действия (англ. KRRA), разрабатываемая под руководством Стюарта Шапиро в Государственном университете Буффало в Нью-Йорке. SNePS реализована как платформенно-независимая система, написана на Common Lisp и распространяется с открытыми исходными кодами под лицензией University at Buffalo Public License.
SNePS одновременно основана на логической, фреймовой и сетевой моделях представления знаний. Она использует пропозициональную модель знаний, то есть её база знаний состоит из набора утверждений о различных предметах и явлениях.